# Der Golem (ópera)
Der Golem (título original en alemán; en español, El golem) es una ópera en tres actos con música de Eugen d'Albert y libreto en alemán de Ferdinand Lion basado en la obra de Arthur Holitscher Der Golem: Ghettolengende in drei Aufzügen. Se estrenó el 14 de noviembre de 1926 en la Alte Oper de Fráncfort bajo el director Clemens Krauss.
Es una ópera poco representada en la actualidad; en las estadísticas de Operabase aparece con solo una representación en el período 2005-2010.

## Personajes
| Personaje                   | Tesitura | Reparto del estreno 14 de noviembre de 1926 (Director: Clemens Krauss) |
| --------------------------- | -------- | ---------------------------------------------------------------------- |
| Der Golem                   | bajo     | Jean Stern                                                             |
| Rabbi Loew                  | barítono | Robert vom Scheidt                                                     |
| Su aprendiz                 | tenor    | Hans Brandt                                                            |
| Lea, hijastra de Rabbi Loew | soprano  | Elisabeth Kandt                                                        |
| Emperador Rodolfo II        | bajo     | Walter Schneider                                                       |
| Primer judío                | tenor    | Hans Brandt                                                            |
| Segundo judío               | barítono | Robert vom Scheidt                                                     |

## Grabaciones
En 2010 la compañía alemana Musikproduktion Dabringhaus und Grimm (MDG) lanzó una grabación en vivo realizada a principios del año 2010, con Stefan Blunier dirigiendo la Orquesta Beethoven de Bonn.